# ロイ・チータム
ロイ・アレクサンダー・ジョン・チータム（英語: Roy Alexander John Cheetham、1939年12月21日 - 2019年12月8日）は、イングランドの元サッカー選手、元サッカー指導者。選手時代のポジションはMF。
マンチェスター・シティFC史上初めて途中出場した選手である。

## クラブ歴
幼少期はマンチェスター・シティFCとマンチェスター・ユナイテッドFCの試合を観ていた。1956年にマンチェスター・シティにアマチュアで入団し、年内にプロ契約を締結した。1957-58シーズンにルートン・タウンFC戦でプロ初出場を記録、このシーズンのマンチェスター・ダービーでは開始早々にボビー・チャールトンの足を削って63000人の前でペナルティキックを献上してしまい、二度と繰り返すまいと誓った。1965年8月30日のウルヴァーハンプトン・ワンダラーズFC戦でマイク・サマービーと交代で途中出場、これがマンチェスター・シティ史上初の交代となった。1967-68シーズンにチームは優勝したが、この時の彼は出場試合数が足りず、メダルを受け取る事が出来なかった。
1968年1月にデトロイト・クーガースに移籍。1試合にペナルティキックでハットトリックを決めるという珍記録を生み出した。
同年10月にチャールトン・アスレティックFCに移籍したが出場する事は無く、12月にチェスターFCに移籍した 。1972年4月22日の試合が彼にとってのイングランドでの最終試合となった。
その後はウィンザー・スターズに在籍した。

## 監督歴
グレート・ハーウッド・タウンFCの監督を務めた他、ウィンザー・スターズでも監督を務めた経験がある。

## エピソード
1999年に幼少期の憧れであったプシュカーシュ・フェレンツに会うためにブダペシュトへと行った他、2006年の葬儀にもマンチェスター・シティの代表として参列している。
また、元マンチェスター・シティの選手会で出納係を務めていた。